# Temple d'Isis de Deir Chelouit
Pour les articles homonymes, voir Liste des temples d'Isis.
Le temple d'Isis de Deir Chelouit (aussi orthographié Deir Chellouit, Dayr al Shelwit et Deir el-Shelwit) est un temple de l'Égypte antique situé au sud de la nécropole thébaine, sur la rive ouest du Nil, en face de la ville actuelle de Louxor.

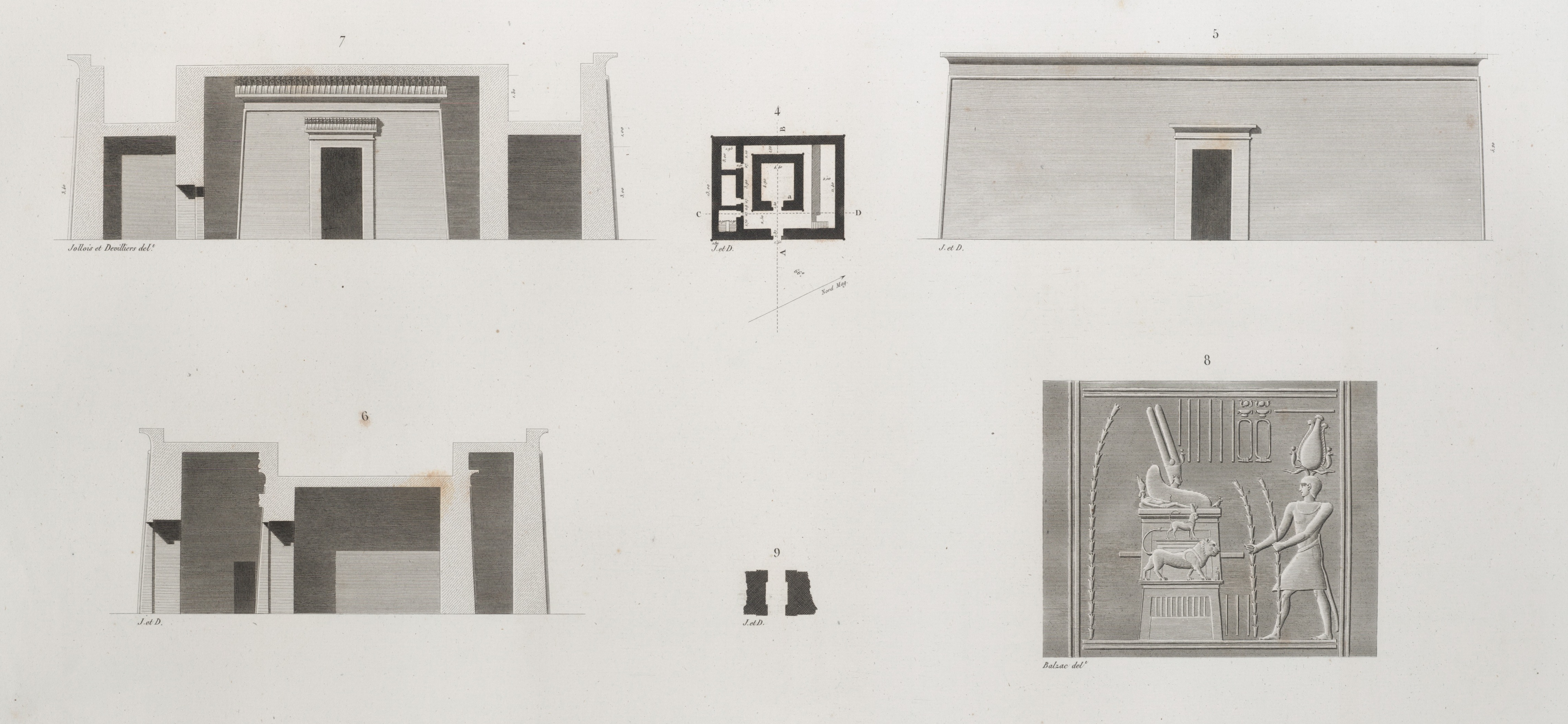
Plan, élévation, coupes et bas-relief issus de la Description de l'Égypte

Ce temple est situé à l'extrémité sud de la nécropole thébaine, à environ 3,5 km au sud du temple funéraire de Ramsès III à Médinet Habou. Le temple est situé à l'intérieur d'une enceinte accessible via un propylône monumental de six mètres d'épaisseur. Passé le propylône, le temple se trouve au bout d'une allée longue de 61 mètres. Le temple lui-même est un monument rectangulaire de 13 mètres de long et de 8,5 mètres de large. Il se compose de plusieurs pièces dont le sanctuaire placé au centre de l'édifice.
Ce temple fut découvert par les explorateurs Européens lors de la  campagne d'Égypte (1798-1801) de Bonaparte. Les savants Français de la Commission des sciences et des arts étudièrent le monument qu'ils qualifièrent de « petit Temple situé à l'extrémité sud de l'Hippodrome ». Par la suite, le temple fut examiné en détail par Jean-François Champollion durant l'expédition franco-toscane de 1828-1829. L'étude des hiéroglyphes révéla à ce dernier que le temple fut dédié à la déesse Isis. Champollion plaça la construction de l'édifice durant la période romaine car les cartouches royaux présents sur les bas-reliefs contiennent exclusivement les noms d'empereur romains, notamment Vespasien, Domitien, Othon, Auguste, Hadrien et Antonin.
Ce temple est aujourd'hui ouvert à la visite.